# Síndrome de Fields
A Síndrome ou doença de Fields é uma das mais raras doenças do mundo, pois só há dois casos da doença em todo o mundo, que ocorreu com as irmãs gêmeas britânicas Catherine e Kirstie Fields. Pelo motivo da doença ter sido descoberta nelas, a síndrome recebeu seus nomes.

## Quadro clínico
É uma doença genética neuromuscular, doença que afeta os nervos, provocando movimentos musculares involuntários, causando dificuldade para andar e realizar tarefas complicadas como escrever entre outros problemas.
Os cientistas ainda estão estudando a doença, e a medida que o conhecimento sobre a síndrome for aumentado, poderão diagnosticar outros casos.